# مرشحة كاباليرونية خضراء
مرشحة كاباليرونية خضراء (الاسم العلمي: Burkholderia virens) هي نوع من البكتيريا، سلبية الغرام، تتبع جنس البيركهولدرية.